# Claudio Stefanazzi
Claudio Michele Stefanazzi (Tricase, 8 maggio 1970) è un politico italiano, dal 13 ottobre 2022 deputato alla Camera per il Partito Democratico.

## Biografia
Nato l'8 maggio 1970 a Tricase, in provincia di Lecce, si laurea in giurisprudenza all’Università Cattolica del Sacro Cuore di Milano e svolge la professione di avvocato giurista.
Dal 2001 al 2004 è stato professore di diritto del commercio internazionale presso la facoltà di scienze politiche dell'Università di Cosenza, mentre dal 2015 al 2022 è stato capo di gabinetto del presidente della Regione Puglia Michele Emiliano.

### Elezione a deputato
Alle elezioni politiche anticipate del 2022 viene candidato alla Camera dei deputati, per la lista elettorale Partito Democratico - Italia Democratica e Progressista come capolista nel collegio plurinominale Puglia - 04, venendo eletto deputato. Nella XIX legislatura è componente della 6ª Commissione Finanze.

## Procedimenti giudiziari
Nel 2019 viene iscritto, assieme alla moglie, nel registro degli indagati per truffa aggravata e abuso d'ufficio dalla Procura di Bari. Successivamente, e dopo circa 6 anni di indagini, il caso viene archiviato per "infondatezza della notizia di reato".